# Nelling
Nelling (Duits: Nellingen in Lothringen) is een gemeente in het Franse departement Moselle (regio Grand Est) en telt 269 inwoners (2004). De plaats maakt deel uit van het arrondissement Sarreguemines.

## Geografie
De oppervlakte van Nelling bedraagt 7,3 km², de bevolkingsdichtheid is 36,8 inwoners per km².
De onderstaande kaart toont de ligging van Nelling met de belangrijkste infrastructuur en aangrenzende gemeenten.

## Demografie
Onderstaande figuur toont het verloop van het inwonertal (bron: INSEE-tellingen).